# Sclérotine
La sclérotine est une protéine tannée entrant dans la composition de l'exocuticule des Arthropodes, la rendant plus rigide et constituant l'exosquelette chitineux, qui présente divers degrés de sclérification. C'est l'équivalent de la kératine chez les vertébrés.
Chez les crustacés, le tannage par sclérotine est remplacé par une minéralisation par des carbonates de calcium et de magnésium (calcification par des sels de calcium et de magnésium puisés dans l'eau de mer et transférés dans le milieu intérieur par la surface branchiale).